# Helmut Wenzl
Helmut Franz Theresia Wenzl (* 27. März 1934 in Auschowitz, Marienbad; † 21. Februar 2018 in Wolfratshausen) war ein deutscher Physiker. Er war Professor für Experimentalphysik an der Rheinisch-Westfälische Technische Hochschule Aachen sowie Direktor am Institut für Festkörperforschung der Kernforschungsanlage Jülich. 
1987 wurde er zum ordentlichen Mitglied der Naturwissenschaftlichen Klasse der Sudetendeutschen Akademie der Wissenschaften und Künste berufen. 